# Entomolepis ovalis
Entomolepis ovalis is een eenoogkreeftjessoort uit de familie van de Entomolepididae. De wetenschappelijke naam van de soort is voor het eerst geldig gepubliceerd in 1899 door Brady.